# Mercedes-Benz W 25
Mercedes-Benz W25 — гоночний автомобіль з відкритими колесами для проведення змагань в серії Гран Прі компанії Daimler-Benz.
| Категорія            | Гоночний автомобіль класу Гран-Прі                                                                                 |
| Виробник             | Mercedes-Benz |
| Головний конструктор | Ганс Нібель |
| Двигун               | Mercedes-Benz 25 V8-3,4 л., пізніше 4,3 л.                                                                         |
| Трансмісія           | Mercedes-Benz 5ст. МКПП.                                                                                           |
| Гальма               | Барабанні, системи Lockheed                                                                                        |
| Свічки запалювання   | Bosch |
| Дебют                | 1934, AVUS (Німеччина).                                                                                            |
| Перемоги             | 14 перемог із 19                                                                                                   |
| Участь в перегоннах  | 1934-1936 рр. |
| Пілоти               | Рудольф Караччіола (Німеччина), Манфред фон Браухіч (Німеччина), Луїджі Фаджіолі (Італія), Б. Роземаєр (Німеччина) |

## Історія

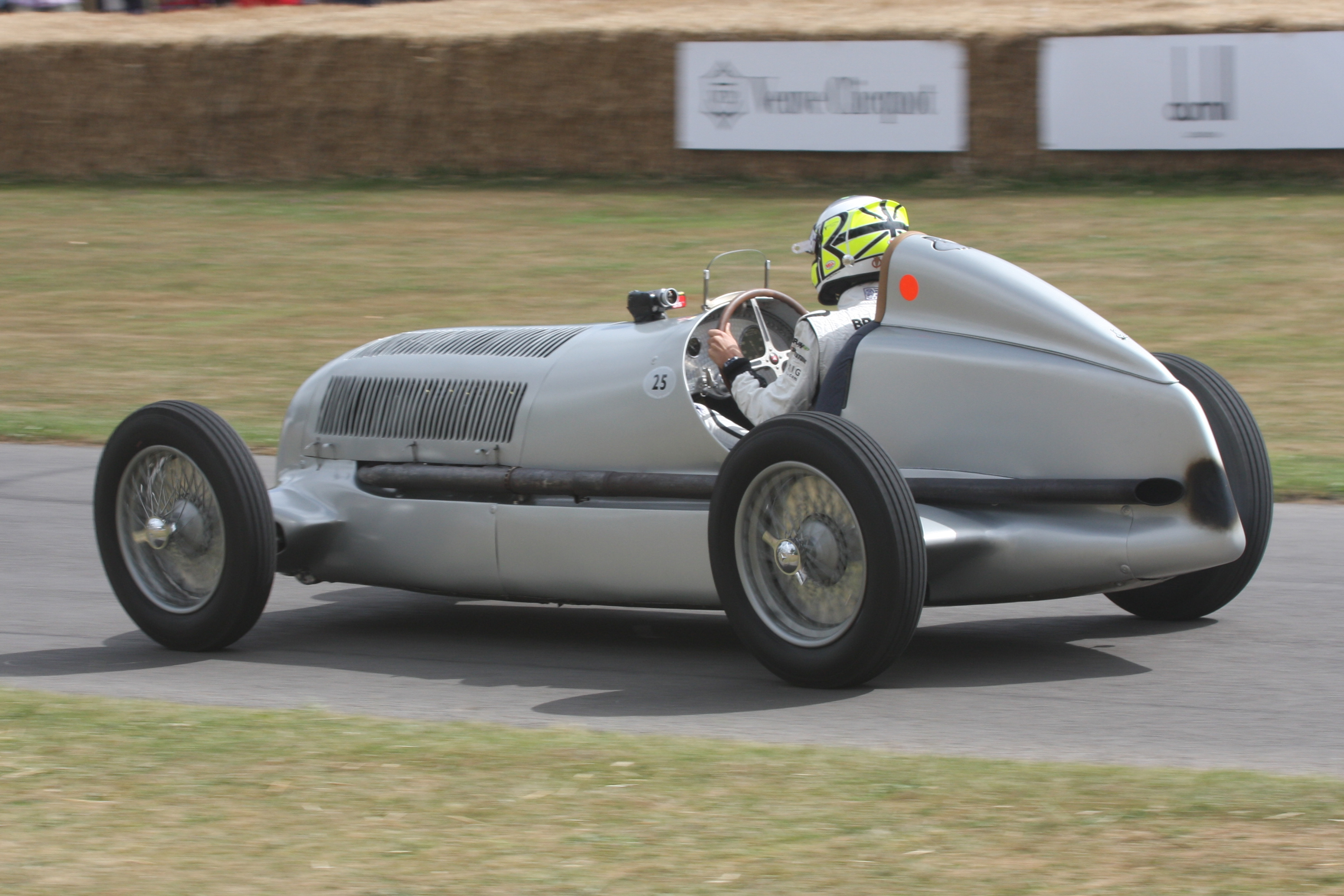

Товариство за деякої підтримки влади Німеччини почало розробки нового автомобіля в 1933 році. Керівником проекту було обрано Ганса Нібеля, який велику увагу при розробці автомобіля приділив конструкції підвіски шасі.

## Конструкція
А саме — трубчасту раму автомобіля виготовили із хромонікелемолібденової сталі. Модель оснастили незалежною пружинною підвіскою на передніх колесах і чотирьох еліптичними листовими ресорами на задніх колесах.
Шасі було сумісне із сучасною тоді гідравлічною гальмівною системою Lockheed.
На автомобіль встановили двигун V8 об'ємом 3,36 л. із чотирма клапанами на циліндр. Система запалювання була від Bosch. Потужність становила 300 к.с. Хоча до середини гоночного сезону 1934 року потужність мотору вдалося збільшити до 354 к.с. у 3,7 літровій версії.
На початку березня 1934 року автомобілі пройшли випробування в Італії на гоночній трасі Монца (Monza).

## Дебют
27 травня цього року автомобіль мав вперше вийти в люди на німецькому автодромі АФУС. Але перед самим стартом Daimler-Benz відкликала заявку на участь через неполадки в системі подачі пального.
Тож дебют автомобіля відбувся в червні 1934 року на перегонах Eifel, південна частина траси Нюрбургринг (Німеччина). Тодішній чемпіонат світу обмежував вагу автомобіля до 750 кг. Тому інженери старалися максимально збільшити швидкість автомобіля і одночасно полегшити його. Для цього широко використовували алюміній і легкі сплави, видаляючи із конструкції всі деталі рами, котрі не несуть навантаження.
А для аеродинаміки творці покрили кузов блискучим білим лаком (національний колір Німеччини в автоперегонах). Але зважування перед змаганнями показало 751 кг, зайвий кілограм загрожував зняттям із перегонів.
Пілот Манфред фон Браухіч з пересердя сказав, мовляв даремно лакували. І тут керівник команди А. Нойбауер сказав, що потрібно зняти лак і автомобіль скине зайву вагу. Вночі перед заїздом механіки здерли лак з корпусу, і вранці на контрольній вазі сріблястий болід вклався у встановленні 750 кг.
М. фон Браухіч із старту вирвався в лідери до кінця перегонів, в результаті W 25 здобу свою першу перемогу у перших же змаганнях, а автомобілі Mercedes-Benz з тих пір почали називати Silberpfeil — «Срібними Стрілами».

## Сезон 1934 року
Дальше справи у них пішли не так гладко, адже в спортивних перегонах серйозну конкуренцію почали складати автомобілі з товариства Auto Union, в яких головним конструктором працював Фердинанд Порше.
Але в автомобілях W 25 був закладений хороший технічний потенціал, хоча їм були необхідні заводські доопрацювання. Та в цілому спортивний сезон 1934 року Daimler-Benz провів дуже добре. На чотирьох міжнародних перегонах його 25-ті прийшли до фінішу першими, поставивши при цьому декілька рекордів швидкості.
Крім перемоги Браухіча, Р. Караччіола здобув Гран-Прі Італії, Л. Фаджіолі виграв Гран-Прі Іспанії та престижні тоді італійські перегони в Пескаррі (Кубок Ачербо). Восени 1934 року помер творець W 25 Г. Нібель, а технічне бюро очолив талановитий конструктор-аматор і колишній гощик М. Зайлер. Збіркою і випробуванням керував Ф. Наллінгер.

## Сезон 1935 року
На початку 1935 року об'єм двигуна збільшили до 3,99 л. з 430 к.с. Варіант двигуна «В» мав розміри 82×94 мм, а варіант «С» 82×102 мм. Серія «Е» розвивала потужність 500 к.с. Цей сезо випередив усі сподівання, автомобілі товариства взяли участь в десяти перегонах, з яких 9 виграли. Три рази перемагав Л. Фаджіолі і шість Р. Караччіола, який став чемпіоном Європи 1935 року.

## Сезон 1936 року
На сезон 1936 року товариство укоротило базу 25-м, збільшило потужність двигуна, на спортивну команду працювали майже дві сотні людей. Караччіола виграв перегони у Монако і Французькому Тунісі.
Але все більша конкуренція з боку чудових автомобілів Auto-Union Typ C, а також невідповідність потужності двигуна до застарілого шасі із жорсткою підвіскою не дозволила товариству виступити успішно цього року. Не допоміг і талановитий молодий гонщик Б. Роземаєр.
Тому технічний гоночний відділ під керівництвом Р. Уленхаута, котрий зв'язував спортивну команду і конструкторське бюро, ухвалило рішення про створення нового гоночного автомобіля до сезону 1937 року ― Mercedes-Benz W125.